# 2010-es FIM-motokrossz-világbajnokság
A 2010-es FIM motokrossz-világbajnokság április 2-án kezdődött Bulgáriában, és szeptember 12-én végződött Olaszországban. Szeptember 26-án rendezték az egyesült államokbeli Denverben a Nemzetek Kupáját. Az 54. szezont rendezik meg 2010-ben. Egy nagydíj két futamból áll, így összesen 50 (25 + 25) pont szerezhető.

## Versenynaptár
A FIM a versenynaptárat 2009 októberben jelentette be, de 2010 februárjában néhány változtatásra került sor az állomások között.
| Állomás | Géposztály | Időpont        | Nagydíj            | Város               |
| ------- | ---------- | -------------- | ------------------ | ------------------- |
| 1       | MX1/MX2    | április 4.     | bolgár nagydíj     | Sevlievo            |
| 1       | MX3        | április 4.     | portugál nagydíj   | Cortelha            |
| 2       | MX1/MX2    | április 11.    | olasz nagydíj      | Fermo               |
| 2       | MX3        | április 11.    | francia nagydíj    | Castelnau de Levis  |
| 3       | MX1/MX2    | április 25.    | holland nagydíj    | Valkenswaard        |
| 3       | MX3        | május 2.       | argentin nagydíj   | La Rioja            |
| 4       | MX1/MX2    | május 9.       | portugál nagydíj   | Agueda              |
| 4       | MX3        | május 9.       | chilei nagydíj     | Laguna Caren        |
| 5       | MX1/MX2    | május 16.      | katalán nagydíj    | Bellpuig            |
| 5       | MX3        | május 23.      | bolgár nagydíj     | Troyan              |
| 6       | MX1/MX2    | május 30.      | brit nagydíj       | Newport             |
| 6       | MX3        | május 30.      | görög nagydíj      | Kozani              |
| 7       | MX1/MX2    | június 8.      | francia nagydíj    | Saint Jean d'Angely |
| 7       | MX3        | június 13.     | cseh nagydíj       | Holice              |
| 8       | MX1/MX2    | június 20.     | német nagydíj      | Teutschenthal       |
| 8       | MX3        | június 20.     | szlovák nagydíj    | Senkvice            |
| 9       | MX1/MX2    | június 27.     | lett nagydíj       | Kegums              |
| 9       | MX3        | július 4.      | spanyol nagydíj    | La Baneza           |
| 10      | MX1/MX2    | július 4.      | svéd nagydíj       | Uddevalla           |
| 10      | MX3        | július 11.     | szlovén nagydíj    | Orehova Vas         |
| 11      | MX1/MX2    | augusztus 1.   | belga nagydíj      | Lommel              |
| 11      | MX3        | augusztus 1.   | nemet nagydíj      | Schwedt             |
| 12      | MX1/MX2    | augusztus 8.   | cseh nagydíj       | Loket               |
| 12      | MX3        | augusztus 22.  | finn nagydíj       | Vantaa              |
| 13      | MX1/MX2    | augusztus 22.  | brazil nagydíj     | Campo Grande        |
| 13      | MX3        | augusztus 29.  | dán nagydíj        | Randers             |
| 14      | MX1/MX2    | szeptember 5.  | benelux nagydíj    | Lierop              |
| 14      | MX3        | szeptember 5.  | svájci nagydíj     | Geneva              |
| 15      | MX1/MX2    | szeptember 12. | lombardiai nagydíj | Mantova             |
| 15      | MX3        | szeptember 19. | brit nagydíj       | Hereford            |

### MX1 indulók
| Csapat                               | Márka    | Rajtszám | Pilóta               |
| ------------------------------------ | -------- | -------- | -------------------- |
| Red Bull KTM Factory Racing          | KTM      | 2        | Maximilian Nagl      |
| Red Bull KTM Factory Racing          | KTM      | 22       | Rui Goncalves        |
| Red Bull KTM Factory Racing          | KTM      | 222      | Antonio Cairoli      |
| B.O Team                             | KTM      | 4        | Kevin Strijbos       |
| Aprilia Racing                       | Aprilia  | 6        | Josh Coppins         |
| Aprilia Racing                       | Aprilia  | 15       | Julien Bill          |
| Aprilia Racing                       | Aprilia  | 32       | Manuel Priem         |
| Kawasaki Racing Team                 | Kawasaki | 7        | Jonathan Barragan    |
| Kawasaki Racing Team                 | Kawasaki | 90       | Sébastien Pourcel    |
| Kawasaki Racing Team                 | Kawasaki | 121      | Xavier Boog          |
| CAS                                  | Honda    | 8        | Gareth Swanepoel     |
| CAS                                  | Honda    | 777      | Evgeny Bobryshev     |
| Yamaha Monster Energy Ricci          | Yamaha   | 9        | Ken De Dycker        |
| Team Teka Suzuki World MX1           | Suzuki   | 11       | Steve Ramon          |
| Team Teka Suzuki World MX1           | Suzuki   | 25       | Clement Desalle      |
| 3C Racing                            | Yamaha   | 13       | Manuel Monni         |
| 3C Racing                            | Yamaha   | 36       | Matteo Bonini        |
| Beursfoon Suzuki MX Team             | Suzuki   | 14       | Marc de Reuver       |
| Yamaha Van Beers Racing              | Yamaha   | 17       | Tom Söderström       |
| Yamaha Monster Energy Motocross Team | Yamaha   | 19       | David Philippaerts   |
| Bud Racing/Rockstar/Kawasaki         | Kawasaki | 20       | Gregory Aranda       |
| Buildbase CCM Racing                 | CCM      | 24       | Tom Church           |
| Buildbase CCM Racing                 | CCM      | 71       | Stephen Sword        |
| Latvia Elksni Honda                  | Honda    | 27       | Filips Kempelis      |
| Latvia Elksni Honda                  | Honda    | 74       | Ivo Steinbergs       |
| LS Honda                             | Honda    | 39       | Davide Guarneri      |
| LS Honda                             | Honda    | 40       | Tanel Leok           |
| Delta Racing Team                    | Suzuki   | 45       | Loic Leonce          |
| Delta Racing Team                    | Suzuki   | 49       | Gunther Schmidinger  |
| Hillinger KTM MX-Racing Team         | KTM      | 52       | Matthias Walkner     |
| Sturm Racing Team                    | Kawasaki | 75       | Kevin Wouts          |
| Sturm Racing Team                    | Kawasaki | 77       | Shannon Terreblanche |
| Honda Martin Racing                  | Honda    | 101      | Ben Townley          |
| Honda Martin Racing                  | Honda    | 702      | Jimmy Albertson      |
| TM Racing Factory Team               | TM       | 111      | Aigar Leok           |
| TM Racing Factory Team               | TM       | 131      | Martin Michek        |
| TM Racing Factory Team               | TM       | TBA      | Anthony Boissiere    |
| KTM Sarholz Racing Team              | KTM      | 120      | Cedric Soubeyras     |
| KTM HDI MX Team                      | KTM      | 383      | Mathias Bellino      |

| Key               | Key |
| ----------------- | --- |
| Regular Rider     |     |
| Wildcard Rider    |     |
| Replacement Rider |     |

### MX2 indulók
| Csapat                               | Márka    | Rajtszám | Pilóta               |
| ------------------------------------ | -------- | -------- | -------------------- |
| Red Bull KTM Factory Racing          | KTM      | 1        | Marvin Musquin       |
| Red Bull KTM Factory Racing          | KTM      | 11       | Shaun Simpson        |
| Red Bull KTM Factory Racing          | KTM      | 111      | Jeffrey Herlings     |
| KTM Sarholz Racing Team              | KTM      | 19       | Petr Smitka          |
| Yamaha Monster Energy Motocross Team | Yamaha   | 21       | Gautier Paulin       |
| Teka Suzuki Europe World MX 2        | Suzuki   | 23       | Arnaud Tonus         |
| Teka Suzuki Europe World MX 2        | Suzuki   | 94       | Ken Roczen           |
| Nestaan Team                         | Honda    | 24       | Herjan Brakke        |
| Nestaan Team                         | Honda    | 25       | Glenn Coldenhoff     |
| AXO KTM Silver Action                | KTM      | 27       | Marcus Schiffer      |
| AXO KTM Silver Action                | KTM      | 62       | Klemen Gercar        |
| Team MotoVision-SUSO-Suzuki          | Suzuki   | 29       | Matiss Karro         |
| Yamaha Van Beers Racing              | Yamaha   | 30       | Ceriel Klein Kromhof |
| JM Racing Team KTM                   | KTM      | 34       | Joel Roelants        |
| JM Racing Team KTM                   | KTM      | 52       | Axel Alletru         |
| JM Racing Team KTM                   | KTM      | 335      | Dennis Verbruggen    |
| SRS Racing                           | Honda    | 35       | Nikolaj Larsen       |
| SRS Racing                           | Honda    | 152      | Petar Petrov         |
| KTM HDI MX Team                      | KTM      | 37       | Valentin Teillet     |
| HM Plant Red Bull KTM UK             | KTM      | 45       | Jake Nicholls        |
| HM Plant Red Bull KTM UK             | KTM      | 555      | Graeme Irwin         |
| TM Racing Factory Team               | TM       | 64       | Khounsith Vongsana   |
| Beursfoon Suzuki MX Team             | Suzuki   | 71       | Jose Antonio Butron  |
| Shineray MX Team China               | Honda    | 75       | Nick Triest          |
| Yamaha Monster Energy Ricci          | Yamaha   | 77       | Alessandro Lupino    |
| Yamaha Monster Energy Ricci          | Yamaha   | 202      | Loic Larrieu         |
| Kawasaki Team CLS                    | Kawasaki | 89       | Jeremy van Horebeek  |
| Kawasaki Team CLS                    | Kawasaki | 183      | Stephen Frossard     |
| 3C Racing                            | Yamaha   | 90       | Rudi Moroni          |
| Honda Martin Racing                  | Honda    | 92       | Alessandro Battig    |
| Latvia Elksni Honda                  | Honda    | 95       | Augusts Justs        |
| Bike-it Cosworth Yamaha UK           | Yamaha   | 119      | Mel Pocock           |
| Bike-it Cosworth Yamaha UK           | Yamaha   | 123      | Edward Allingham     |
| Bike-it Cosworth Yamaha UK           | Yamaha   | 338      | Zach Osborne         |
| Bud Racing/Rockstar/Kawasaki         | Kawasaki | 131      | Nicolas Aubin        |
| Yamaha Gariboldi Monster Energy      | Yamaha   | 151      | Harri Kullas         |
| Yamaha Gariboldi Monster Energy      | Yamaha   | 430      | Christophe Charlier  |
| Delta Suzuki                         | Suzuki   | 153      | Marco Maddii         |
| ESTA - MX Team                       | Suzuki   | 310      | Aleksandr Tonkov     |
| Rossi Racing Team                    | Suzuki   | 414      | Deny Philippaerts    |

| Key               | Key |
| ----------------- | --- |
| Regular Rider     |     |
| Wildcard Rider    |     |
| Replacement Rider |     |

## Futamok
| Futam | Géposztály | Dátum        | Motocross Nagydíj            | Helyszín            | Első futam győztese | Második futam győztese | Összetett          |
| ----- | ---------- | ------------ | ---------------------------- | ------------------- | ------------------- | ---------------------- | ------------------ |
| 1     | MX1        | April 4      | Grand Prix of Bulgaria       | Sevlievo            | Maximilian Nagl     | Antonio Cairoli        | Maximilian Nagl    |
| 1     | MX2        | April 4      | Grand Prix of Bulgaria       | Sevlievo            | Marvin Musquin      | Marvin Musquin         | Marvin Musquin     |
| 1     | MX3        | April 4      | Round 1-Portugal             | Cortelha            | Carlos Campano      | Carlos Campano         | Carlos Campano     |
| 2     | MX1        | April 11     | Grand Prix of Lombardia      | Mantova             | Clément Desalle     | Antonio Cairoli        | Antonio Cairoli    |
| 2     | MX2        | April 11     | Grand Prix of Lombardia      | Mantova             | Marvin Musquin      | Marvin Musquin         | Marvin Musquin     |
| 2     | MX3        | April 11     | Round 2-France               | Castelnau-de-Lévis  | Mickaël Pichon      | Mickaël Pichon         | Mickaël Pichon     |
| 3     | MX1        | April 25     | Grand Prix of Netherlands    | Valkenswaard        | Antonio Cairoli     | Antonio Cairoli        | Antonio Cairoli    |
| 3     | MX2        | April 25     | Grand Prix of Netherlands    | Valkenswaard        | Jeffrey Herlings    | Jeffrey Herlings       | Jeffrey Herlings   |
| 3     | MX3        | May 2        | Round 3-Argentina            | La Rioja            | Alex Salvini        | Carlos Campano         | Carlos Campano     |
| 4     | MX1        | May 9        | Grand Prix of Portugal       | Agueda              | Maximilian Nagl     | Antonio Cairoli        | Clément Desalle    |
| 4     | MX2        | May 9        | Grand Prix of Portugal       | Agueda              | Marvin Musquin      | Marvin Musquin         | Marvin Musquin     |
| 5     | MX1        | May 16       | Grand Prix of Catalunya      | Bellpuig            | Maximilian Nagl     | Tanel Leok             | Tanel Leok         |
| 5     | MX2        | May 16       | Grand Prix of Catalunya      | Bellpuig            | Ken Roczen          | Marvin Musquin         | Marvin Musquin     |
| 5     | MX3        | May 23       | Round 4-Bulgaria             | Troyan              | Alex Salvini        | Carlos Campano         | Alex Salvini       |
| 6     | MX1        | May 30       | Grand Prix of USA            | Glen Helen          | Antonio Cairoli     | Ben Townley            | Antonio Cairoli    |
| 6     | MX2        | May 30       | Grand Prix of USA            | Glen Helen          | Marvin Musquin      | Marvin Musquin         | Marvin Musquin     |
| 6     | MX3        | May 30       | Round 5-Greece               | Megalopolis         | Alex Salvini        | Alex Salvini           | Alex Salvini       |
| 7     | MX1        | June 6       | Grand Prix of France         | Saint-Jean-d'Angély | Antonio Cairoli     | David Philippaerts     | David Philippaerts |
| 7     | MX2        | June 6       | Grand Prix of France         | Saint-Jean-d'Angély | Marvin Musquin      | Marvin Musquin         | Marvin Musquin     |
| 7     | MX3        | June 13      | Round 6-Czech Republic       | Holice              | Alex Salvini        | Carlos Campano         | Carlos Campano     |
| 8     | MX1        | June 20      | Grand Prix of Germany        | Teutschenthal       | Ken De Dycker       | Ken De Dycker          | Ken De Dycker      |
| 8     | MX2        | June 20      | Grand Prix of Germany        | Teutschenthal       | Marvin Musquin      | Ken Roczen             | Marvin Musquin     |
| 8     | MX3        | June 20      | Round 7-Slovakia             | Senkvice            | Carlos Campano      | Alex Salvini           | Carlos Campano     |
| 9     | MX1        | June 27      | Grand Prix of Latvia         | Kegums              | Clément Desalle     | Antonio Cairoli        | Clément Desalle    |
| 9     | MX2        | June 27      | Grand Prix of Latvia         | Kegums              | Marvin Musquin      | Jeffrey Herlings       | Jeffrey Herlings   |
| 9     | MX3        | July 4       | Round 8-Spain                | La Baneza           | Carlos Campano      | Alex Salvini           | Milko Potisek      |
| 10    | MX1        | July 4       | Grand Prix of Sweden         | Uddevalla           | Antonio Cairoli     | Antonio Cairoli        | Antonio Cairoli    |
| 10    | MX2        | July 4       | Grand Prix of Sweden         | Uddevalla           | Steven Frossard     | Ken Roczen             | Steven Frossard    |
| 10    | MX3        | July 11      | Round 9-Slovenia             | Orehova Vas         | Carlos Campano      | Carlos Campano         | Carlos Campano     |
| 11    | MX1        | August 1     | Grand Prix of Limburg        | Lommel              | Antonio Cairoli     | Antonio Cairoli        | Antonio Cairoli    |
| 11    | MX2        | August 1     | Grand Prix of Limburg        | Lommel              | Ken Roczen          | Jeffrey Herlings       | Ken Roczen         |
| 11    | MX3        | August 1     | Round 10-Germany             | Schwedt             | Milko Potisek       | Carlos Campano         | Carlos Campano     |
| 12    | MX1        | August 8     | Grand Prix of Czech Republic | Loket               | Tanel Leok          | Antonio Cairoli        | Antonio Cairoli    |
| 12    | MX2        | August 8     | Grand Prix of Czech Republic | Loket               | Ken Roczen          | Marvin Musquin         | Marvin Musquin     |
| 12    | MX3        | August 22    | Round 11-Finland             | Vantaa              | Toni Eriksson       | Carlos Campano         | Carlos Campano     |
| 13    | MX1        | August 22    | Honda GP of Brazil           | Campo Grande        | David Philippaerts  | Antonio Cairoli        | Antonio Cairoli    |
| 13    | MX2        | August 22    | Honda GP of Brazil           | Campo Grande        | Ken Roczen          | Ken Roczen             | Ken Roczen         |
| 14    | MX1        | September 5  | Grand Prix of Benelux        | Lierop              | Maximilian Nagl     | Antonio Cairoli        | Antonio Cairoli    |
| 14    | MX2        | September 5  | Grand Prix of Benelux        | Lierop              | Gautier Paulin      | Ken Roczen             | Gautier Paulin     |
| 14    | MX3        | September 5  | Round 12-Switzerland         | Geneva              | Julien Bill         | Julien Bill            | Julien Bill        |
| 15    | MX1        | September 12 | Grand Prix of Italy          | Fermo               | Steve Ramon         | Clément Desalle        | Clément Desalle    |
| 15    | MX2        | September 12 | Grand Prix of Italy          | Fermo               | Ken Roczen          | Ken Roczen             | Ken Roczen         |